# Mysteriet Picasso
Mysteriet Picasso (franska: Le mystère Picasso) är en fransk dokumentärfilm från 1956 i regi av Henri-Georges Clouzot.

## Utmärkelser
Mysteriet Picasso vann Prix du Jury vid Filmfestivalen i Cannes 1956.

## Medverkande i urval
- Pablo Picasso
- Henri-Georges Clouzot
- Claude Renoir